# Fudbalski Klub Zemun
FK Zemun (en serbi: ФК Земун) és un club serbi de futbol de la ciutat de Zemun, als afores de Belgrad.

## Història
El club va ser fundat el 1946 amb el nom de Jedinstvo Zemun. El 1969 es fusionà amb el Sremac Zemun i el Sparta Zemun esdevenint FK Galenika Zemun. L'actual nom l'adoptà el 1986.